# Net Promoter Score
O Net Promoter Score (NPS) é uma métrica de lealdade do cliente criada por Fred Heichheld em 2003 através de uma publicação de um artigo chamado The One Number You Need to Grow na revista da Universidade Harvard, com o objetivo de medir o grau de lealdade dos clientes das empresas de qualquer segmento, trazendo reflexos da experiência e satisfação dos clientes.

## Origens
O NPS surgiu em 2003, quando o autor e pesquisador de negócios Fred Heichheld lançou um artigo na revista Harvard Business Review chamado “The One Number You Need to Grow” (“Um número que você precisa para crescer”). Após esse artigo e depois de vários estudos, Fred Heichheld e a Company Bain & Company  lançaram o livro “The Ultimate Question” (“A Pergunta Definitiva”) e também a versão mais atualizada “The Ultimate Question 2.0”. A métrica no NPS hoje é adotada por empresas incluindo a Apple, Mercado Livre, Amazon, Gol, Natura, Allianz, Electrolux, Hermes Pardini e Monsanto por exemplo.

## Funcionamento
O Net Promoter Score é calculado com base nas respostas a uma única pergunta: Qual é a probabilidade de que você recomendar a nossa empresa / produto / serviço a um amigo ou colega? A pontuação para esta resposta é mais frequentemente com base em uma escala de 0 a 10.
Aqueles que respondem com uma pontuação de 9 ou 10 são chamados de Promotores, e são considerados propensos a apresentar comportamentos de criação de valor, tais como a compra adicional, permanecer clientes por mais tempo, e fazer mais referências positivas para outros potenciais clientes. Aqueles que respondem com uma pontuação de 0 a 6 são rotulados Detratores, e acredita-se ser menos propensos a apresentar comportamentos de criação de valor. Respostas de 7 ou 8 são rotuladas Passivas ou Neutras e seu comportamento cai no meio de promotores e detratores. O Net Promoter Score é calculado subtraindo a porcentagem de clientes Detratores da porcentagem de clientes Promotores. Clientes Passivos ou Neutros contam para o número total de entrevistados, mas não afetam diretamente o resultado líquido global.
Após a pergunta principal, as empresas geralmente fazem uma segunda pergunta aberta, solicitando as razões para a classificação dada pelo cliente. Estas razões podem então ser fornecidos aos funcionários da linha de frente e equipes de gestão para ações de acompanhamento.
Outro passo feito pelas organizações é o feedback. Os gestores regionais da Charles Schwab Corporation, por exemplo, chamam de volta os clientes para envolvê-los em uma discussão sobre o feedback que fornecido na pesquisa de NPS, resolver seus problemas e aprender mais para que eles possam treinar representantes de contas.
Reichheld e Marley dizem que a nota de recomendação e as respostas para pergunta do "Por quê?" bastam para identificar as necessidade dos clientes e oportunidades de melhoria. Embora isso possa ser o caso, a falta de qualquer maneira fácil de analisar automaticamente as respostas literais sem viés humano é problemático. A resposta de muitas empresas para o problema tem sido adicionar outras perguntas com escalas de classificação.
Perguntas adicionais podem ser incluídas para ajudar a compreender a percepção de vários produtos, serviços e linhas de negócios. Estas perguntas adicionais ajudam a empresa a avaliar a importância relativa dessas outras partes do negócio na pontuação geral. Isto é especialmente útil para orientar os recursos e resolver questões que mais impactam o NPS. As empresas que utilizam o Sistema Net Promoter muitas vezes dependem de software como um serviço, fornecedores que oferecem um conjunto completo de métricas, relatórios e análises

## Fechamento do Loop no NPS
Todo cliente que deixa um feedback, está na expectativa de obter uma resposta da empresa, fundamentalmente os detratores. Logo após a coleta da opinião do cliente, é fundamental e necessário que a empresa dê um retorno ou tratativa aos clientes pois ao responderem às pesquisas eles possuem uma alta expectativa em serem respondidos. Este conceito "Closing the Loop" foi implementado pelo autor Fred Reichheld em seu livro "A Pergunta Definitiva 2.0".

## Cultura Centrada no Cliente
O Net Promoter Score tem como proposta inovar a cultura das pesquisas de pós-venda para que elas consigam ter uma visão real dos serviços prestados pela empresa e consequentemente ajudá-la a evoluir e conquistar um patamar de solidez e excelência no mercado. O NPS se garante como importante peça na expansão dos negócios e aumento do retorno de investimento (ROI).

## Opiniões diversas
Enquanto o Net Promoter Score ganhou popularidade entre os executivos de negócios do mundo, como Ken Chenault, presidente da American Express desde 2001, também tem estimulado debates nos círculos de pesquisa acadêmica e de mercado.
Em 2005, Fred Reichheld, criador do NPS, reconheceu que poderia aplicar melhorias à pesquisa inicial: "Um número de leitores perspicazes notaram que a evidência estatística fornecida no meu livro The Ultimate Question é passível de evolução. Ele pode não fornecer prova de uma conexão causal entre NPS e crescimento". Porém, à época não havia dados suficientes que pudessem comparar taxas de crescimento entre as empresas que utilizavam e as que não utilizavam o NPS. Entretanto, a Bain Company reuniu dados consistentes que mostram as taxas de crescimento orgânico de diversas empresas ao longo da utilização da métrica.
O NPS e Fidelidade do Cliente
Em 2004, um estudo feito por Keiningham, Coil, Andreassen e Aksoy contesta que a métrica Net Promoter é o melhor previsor de crescimento da empresa. Em contrapartida, Reichheld afirmou que o NPS é capaz de estimar precisamente o crescimento de um negócio, substituindo os modelos obsoletos utilizados para prever o crescimento das empresas. Além disso, Hayes (2008) afirmou que não havia evidência científica de que a "probabilidade de recomendar" é um melhor indicador de crescimento do negócio do que outras questões de lealdade do cliente (por exemplo, a satisfação global, a probabilidade de comprar novamente). As métricas de clientes incluídas neste estudo são equivalentes para predizer o desempenho atual da empresa.
O desempenho do NPS
"Nossos resultados indicam que pontuação média de satisfação é melhor para predizer o futuro desempenho dos negócios e que as duas últimas pontuações de satisfação também têm um bom valor preditivo. No geral, descobrimos que as duas últimas notas de satisfação do cliente têm o melhor desempenho para prever a retenção de clientes e que o foco nos extremos é preferível a utilizar a escala total".
Escala de baixa validade
Daniel Schneider, Matt Berent, et al. descobriu que das quatro escalas testadas, a escala de 11 pontos defendida por Reichheld teve a menor validade preditiva.
Índice de Perguntas
"A questão única é muito menos confiável e mais volátil do que um índice composto. Além disso, combinando as métricas de feedback do cliente, juntamente com investigação simultânea de múltiplas dimensões do relacionamento com o cliente, melhora previsões ainda mais."
Previsão de comportamentos fidelidade
"Intenção de recomendar por si só não é suficiente como um único previsor de futuros comportamentos de fidelização de clientes. O uso de vários indicadores, em vez de um único modelo de previsão desempenha significativamente melhor o papel de prever recomendações e retenção de clientes."
temos muitas outras empresas como www.encantometro.com.br  e www.atendometro.com.br